# Adrián Colunga
Adrián Colunga Pérez est un ancien footballeur espagnol, né le 17 novembre 1984 à Oviedo en Espagne. Il évoluait au poste d'attaquant ou d'ailier.

## Biographie
Adrián Colunga joue en première division espagnole avec les clubs du Recreativo de Huelva, du Real Saragosse, de Getafe, du Sporting de Gijón, et de Grenade. Il dispute un total de 152 matchs en Liga, inscrivant 36 buts.
Le 24 août 2014, il rejoint le club anglais de Brighton. Avec cette équipe, il dispute 17 matchs en deuxième division anglaise, marquant trois buts.

### Vie privée
Son cousin Saúl Berjón est aussi un footballeur.